# United States Army Engineer Research and Development Laboratory

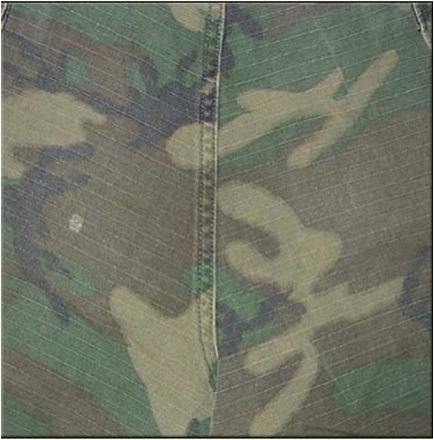
Treillis

Le United States Army Engineer Research and Development Laboratory (ERDL) était un centre de recherche du Corps du génie de l'armée des États-Unis situé à Fort Belvoir, en Virginie.
Entre autres choses, il a été à l'origine de la création du motif ERDL « forêt » en 1948 et il a établi le premier groupe de recherche de l'armée de terre américaine dédié aux systèmes de vision nocturne en 1954, appelé Section de recherche et de photométrique (Research and Photometric Section).